# Литография
Литогра́фия (от др.-греч. λίθος — «камень» + γράφω — «пишу, рисую») — разновидность печатной графики, основанная, в отличие от гравюры, на технике плоской печати, при которой типографская краска под давлением переносится с плоской печатной формы на бумагу. В основе литографии лежит физико-химический процесс, подразумевающий получение оттиска с поверхности специального литографского камня, который благодаря соответствующей обработке приобретает свойство на отдельных участках принимать специальную краску, а на других — отталкивать. Литографский камень подготавливают шлифованием водой с песком, добиваясь либо совершенно гладкой поверхности, либо фактурной с «корешком». Рисуют на камне специальным литографским карандашом и тушью, используя самые разные технические приёмы: заливку, штриховку, процарапывание (граттаж).

## Возникновение литографии
Технику литографии случайно изобрёл немецкий актёр и музыкант-любитель Алоиз Зенефельдер в Богемии в 1796 году (по другим данным — в 1798 году). Это была принципиально новая техника печати после изобретения гравюры на дереве в XV веке. В 1796—1800 годах Зенефельдер владел маленькой типографией в Мюнхене, затем работал в Вене, с 1806 года — снова в Мюнхене. В 1796 году (по другим данным — в 1798 году) он изобрёл новую технику плоской печати — литографию. Согласно одному из рассказов, прогуливаясь дождливым днём 1796 года, он заметил отпечаток листа на мокром известняковом камне. Это наблюдение натолкнуло его на мысль о размножении отпечатков с камня. Из-за отсутствия у него навыков рисования опытный музыкант попытался использовать эту технику для копирования нот. «Один отрывок из крайне плохо напечатанных нот из старого сборника гимнов сразу же навёл меня на мысль, что с помощью моего нового метода печати я смогу также производить музыку, которая будет гораздо красивее, чем свинцовый шрифт». Первое произведение Зенефельдера, «XII песен в сопровождении фортепиано Франца Глейсснера», было опубликовано уже в июле 1797 года.
По иной версии Зенефельдер по рассеянности записал счёт из прачечной на известняковом камне, и он отпечатался, также случайно, с камня на влажную ткань. Зенефельдер понял, что запись можно тиражировать. Даже если эта история вымышлена, в ней содержится зерно истины.
Новая техника печати быстро привлекла «внимание как в стране, так и за рубежом из-за красоты и ясности письма, гладкости печати на бумаге и удивительной дешевизны».
Спустя годы изобретатель опубликовал сочинение «Точное руководство печатания на камне» (Vollständiges Lehrbuch der Steindruckerey, 1818), частично переведённое на русский язык в 1819 году. После этого открытия Зенефельдер полностью посвятил себя новому делу, он выхлопотал себе привилегии в разных городах Европы. Основал типографию для печати нот в Вене, но затем оставил это дело и обратился к ситцепечатанию. В 1809 году он был приглашён в Мюнхен для организации процесса литографии при Королевской комиссии составления карт, получил пожизненное жалованье, титул королевского инспектора литографии и разрешение владеть собственной литографией.
В 1797 году Зенефельдер построил печатный станок для нового процесса печати и провёл эксперименты по многоцветной печати. Своё изобретение он назвал химической печатью или литографией. Ему помогали братья Теобальд, Георг, Карл и Клемент. В 1799 году в Оффенбахе-на-Майне состоялось первое коммерческое применение литографии для печатания музыкальных нот после того, как музыкальный издатель Иоганн Антон Андре фон Зенефельдер приобрёл патентные права на «… секрет возможности печатать ноты и изображения на камне…». Зенефельдер сам установил в Оффенбахе первые пять литографских станков и лично обучал сотрудников. Андре осознал важность изобретение и вскоре после этого, в 1800 году, его братья немедленно открыли филиалы издательства в Париже и Лондоне, оформив там патентные права. Ноты фортепианных концертов Моцарта впервые появились в 1800 году как литографированные нотные издания.
Вскоре литографические мастерские стали печатать и рисунки художников, поскольку преимущества литографии в точности воспроизведения были очевидны. Сам Зенефельдер называл свои первые литографии «полиавтографиями» (Polyautografien). В Доме истории города Оффенбах-на-Майне хранится действующая копия печатного станка, многочисленные ранние литографские печатные камни, а также ранние литографские изделия той же типографии.
В 1809 году Зенефельдер был назначен инспектором специально созданного Литографического института в Мюнхене. Аналогичные учреждения были основаны под его руководством в Берлине, Париже, Лондоне и Вене.
Его первыми литографическими шедеврами стали рисунки на полях молитвенника императора Максимилиана (1807—1808), скопированные с оригинальных рисунков Альбрехта Дюрера, а в 1808—1809 годах совместно с Иоганном Непомуком Штрикснером — литографические копии христианско-мифологических рисунков Альбрехта Дюрера (Albrecht Dürers Christlich-Mythologische Handzeichnungen), и, в качестве дополнения, литографические копии рисунков Лукаса Кранаха.
В 1818 году (второе издание: 1821) Зенефельдер написал полный учебник по литографии. За своё изобретение использования металлических пластин для печати вместо литографских камней Зенефельдер 22 января 1818 года получил шестилетнюю «королевскую привилегию». В 1818 году в Вене по мюнхенскому образцу был основан Литографический институт поземельного налогового кадастра. Для этой цели Зенефельдер был вызван в Вену и взял на себя руководство устройством учреждения.
В 1826 году Зенефельдеру удалось напечатать цветные литографии (с нескольких камней), а в 1833 году ему удалось переносить с камня на полотно изображения, написанные масляными красками. Его металлографические эксперименты по печати со стальных, цинковых, латунных и медных пластин впоследствии легли в основу офсетной печати.
Ещё одна область применения литографии в печати на тканях открылась в 1802 году. На хлопкопрядильной и ткацкой фабрике в Поттендорфе близ Вены, которой управлял англичанин Иоганн Торнтон, Зенефельдеру также удалось применить более экономичный процесс печати на ситце.
Последователями Зенефельдера были: в Германии — И. Н. Штрикснер, во Франции — Г. Энгельман. Ученик Зенефельдера Ж.-Р. Лемерсье (1803—1887) стал впоследствии лучшим парижским литографом.
Техника печати на камне была известна и до Зенефельдера, но именно им она была усовершенствована и оказалась пригодной для репродукционных целей (вплоть до начала XX века гравюру и литографию в основном использовали для репродуцирования живописных картин).
С конца XIX века литографию всё чаще начинают рассматривать в качестве самостоятельной разновидности графического искусства, а для репродуцирования рисунков, фотографий и живописных произведений используют фотомеханические методы печати, такие как офсетная печать и цинкография.

## Техника работы и технология печати
После подготовки (шлифования) литографского камня художник рисует на поверхности камня задуманную композицию (в отдельных случаях подготовительный рисунок переносят с кальки под давлением на печатном литографском станке). «Корешок» (фактура) камня должен соответствовать выбранной технике. Художник использует специальный (жирный) литографский карандаш, литографскую тушь, кисть и иные инструменты и приспособления. После нанесения рисунка мастер-печатник обрабатывает водным раствором коллоида (гуммиарабиком или декстрином) поверхность камня. Добавка в клеевой раствор 1-3 % азотной или фосфорной кислот удаляет невидимые загрязнения и разрыхляет камень на небольшую глубину. Затем камень сушат и перекатывают, то есть, заменяют вещество карандаша и туши на кислотоупорную «формную» краску для повышения устойчивости рисунка к последующим травлениям и временной консервации до печати. Перед печатью формная краска смывается растворителем и по увлажненному водой камню валиком наносится печатная литографская краска на основе олифы и смол. Участки камня, обработанные карандашом и тушью, становятся «жирными», где углекислый кальций переходит в кальциевую соль жирной кислоты, и хорошо принимают краску. Там, где рисунка не было, краска отталкивается коллоидом и камень остаётся чистым. После этого проводится печать на специальном литографском станке-прессе (офортный станок в литографской печати не используется).
В отличие от офорта и иных разновидностей гравюры на металле, все литографские оттиски получаются одинаковыми, но возможна дорисовка или удаление отдельных элементов изображения — корректура (для этого камень специально подготавливается к работе) и повторная печать. Некоторая рельефность камня после травления незначительна и не играет существенной роли в технологическом процессе. Поэтому литографию не относят к гравюрным техникам. Литография дешевле гравюры на дереве и металле. Один и тот же камень, имеющий значительную толщину, многократно перешлифовывают и используют для новых рисунков. При шлифовании камней, положенных один на другой, образуется характерная шероховатая фактура, которую можно варьировать в зависимости от величины абразивного зерна шлифовальной смеси. Работа по такой фактуре («корешку») является отличительной особенностью литографской техники. При заливках тушью и рисовании пером корешок делают меньше либо сошлифовывают совсем.
Художник может рисовать не на камне, а на специальной тиснёной в станке бумаге — корнпапире, или торшоне (крупнозернистая бумага, покрытая клеевым слоем), с которой рисунок механически под давлением переводят на камень для печати. Корнпапир удобно использовать на этюдах, в поездках, он сохраняет фактуру, близкую особенностям литографского камня. В отличие от механических переводов, в случаях, когда работу на камне или торшоне проводит сам художник, литографскую или иную технику в XIX веке называли автографией (др.-греч. αὐτός — «сам» и γράφω — «пишу, рисую»). В наше время этот термин не используют. Рисование на заменяющей камень более лёгкой цинковой или алюминиевой пластине называется альграфией.
Однако в автографии (когда все операции проводит сам художник) работа традиционно осуществляется именно на камне. В технике работы на литографском камне возможны исправления, переделки соскребанием штрихов и линий, работа «от чёрного к белому» наподобие чёрной манеры в акватинте и меццо-тинто, приёмов «сухой кисти» и разбрызгивания туши. Приёмы размывки кистью и тушью с водой, аналогично акварели, в литографии называют манерой литотинто (др.-греч. λίθος — камень и итал. tinta — краска). Приём раскрашивания литографических оттисков от руки — литохромией.
Если художник самостоятельно наносит рисунок на литографский камень, сама техника и полученный оттиск получают название «авторская литография», или «автолитография». Цветную литографию (при печати с нескольких камней по числу красок) именуют хромолитографией. Литографию, раскрашенную от руки, в старое время называли «венка», возможно, от названия города Вена, где такие картинки (типа народного лубка, или бильдербогена) изготавливали в большом количестве. В типографском деле автолитографии для тиражирования переводят в высокую многотиражную печать путём создания выпуклого металлического клише травлением меди или цинка. Такую технологию именуют «жиллотаж» (по фамилии изобретателя, французского гравёра Фирмена Жилло; 1820—1872). Сам Зенефельдер называл свою технику «химической типографией».
В литографии, как и в любой технике печатной графики, каждый оттиск считается оригиналом и имеет художественную ценность. Авторская тиражная графика (Эстамп) выполняется ограниченным тиражом, о чём свидетельствует нумерация каждого оттиска тиража, обязательная для оригинальных литографий. Каждый лист художественной литографии является подлинным авторским произведением, о чём свидетельствует обязательная подпись автора.

## Литография в истории классического искусства
Литографская техника, помимо выгоды тиражирования, имеет отличительные особенности, которые всегда привлекали художников. Литография обрела актуальность в связи с романтическими течениями в искусстве и задачами просветительской деятельности в первой трети XIX века. «Мерцающие тени, вспышки света, динамичность штриха, глубина бархатистого матового тона оказались созвучными романтическим представлениям о красоте формы». Литография стала незаменимой в области журнальной графики, карикатуры, плаката. В технике литографии работали Эжен Делакруа, Оноре Домье, Поль Гаварни, Теофиль Александр Стейнлен. С 1886 года возможности хромолитографии для уличных афиш открыл французский художник Жюль Шере. Яркие и броские афиши театров, кабаре, танцевальных залов буквально расцветили серые улицы Парижа. В технике литографии увидел новые возможности для создания оригинальных афиш выдающийся рисовальщик Анри де Тулуз-Лотрек.

## Русская литография XIX—XX веков
Большой вклад в развитие литографического дела в России внёс И. Д. Сытин. Именно с первой литографической машины, купленной им в 1876 году на заёмные средства, началась его издательская и просветительская деятельность. Даже когда типография товарищества И. Д. Сытина заняла первое место в России по объёму печати книжной продукции, печать литографий по-прежнему оставалась любимым детищем Сытина. По совету академика М. П. Боткина, рядом с художественным отделом которого Сытин выставлялся на Всероссийской промышленной выставке 1882 года, он привлекал для своих литографий самых прославленных, самых талантливых художников.
В становлении литографии в России как самостоятельной художественной дисциплины приняли непосредственное участие А. Е. Мартынов, А. О. Орловский, А. Г. Венецианов, П. Ф. Соколов, Е. И. Гейтман, К. П. Беггров, А. А. Васильевский, О. А. Кипренский, К. П. Брюллов, Е. И. Эстеррейх, С. Ф. Галактионов, П. Ф. Борель, В. И. Погонкин, П. И. Разумихин, А. М. Калашников, Л. А. Белоусов, И. С. Щедровский, А. А. Тон.

## Иконная литография XIX века
В 1830—1840-х годах в России появляются первые литографии и хромолитографии, выпущенные в монастырских типографиях. На первых литографиях, выпущенных в монастырских мастерских, воспроизводились наиболее известные и почитаемые в народе святыни (личные вещи преподобного Сергия, кресты мощевики и в редких случаях наиболее известные чудотворные иконы). Подобные печатные изображения стали пользоваться большим спросом, особенно у простого народа.
В селе Мстёра (Владимирской губернии) в 1858 году появляется первая провинциальная литографская мастерская под руководством И. А. Голышева. В ней печатались преимущественно цветные картинки-лубки на религиозную тему. Эта мастерская просуществовала до середины 1880-х годов и, не выдержав конкуренции крупных типографий, закрылась.
Традиционная русская потребность в большом количестве икон нашла отражение к концу XIX века в печатной индустрии. С 1870 года на русском иконном рынке стали появляться яркие хромолитографированные бумажные иконы, наклеенные на доски. Эта продукция выпускалась в это время на крупных типографских фабриках Е. Фесенко и И. Тиля в Одессе. Успех печатной продукции и дальнейшая коммерциализация производства привели к появлению в 1890—1894 годах специальных фабрик, на которых стали выпускать иконы на жести. Монополия подобных икон принадлежала фабрике Жако и Бонакера в Москве. Подобная продукция по внешним качествам до зрительного обмана напоминала писаные иконы в дорогих эмалевых ризах, сверкающих блеском «самоварного золота» и имитацией драгоценных камней. Для создания новых иконописных образцов на фабрику приглашают мастеров-иконописцев из Палеха и Мстёры. В соответствии со вкусами времени налаживается производство «подстаренных» икон. К 1901 году жестяными дешёвыми иконами был наполнен иконный рынок страны. Этому способствовало и угасание иконного промысла. Так, Н. П. Кондраков, посещая Киев, обратил внимание, что иконописание, дойдя «до грубой мазни», практически не пользовалось спросом.
Неравная борьба с машинными иконами окончательно разоряла иконописные центры, заставляя писать все больше дешёвых «подфолежных» и «расхожих» икон. Ради удержания спроса на писаные иконы появились даже иконы, писаные «под Жако».
Законы рынка постепенно поставили изготовителей печатных икон в жёсткие условия выживания. Рынок фактически заставлял производителей печатной продукции все меньше внимания уделять качеству печатных икон и увеличивать их тиражи. В начале XX века появляются печатные иконы «подокладницы», где, кроме ликов и рук святых, оставлялись чистые листы бумаги. Были случаи и кощунственного отношения к печатным иконам. Так, на одной из литографий с изображениями святителей в руках у них были изображены свитки, на которых была размещена реклама печатной продукции.
С возвратом в русское искусство национальных традиций в конце XIX — начале XX веков в широких слоях интеллигенции проявляется интерес к древней русской иконе. В 1901 году по высочайшему указу императора Николая II был основан «Комитет попечительства о русской иконописи» под руководством графа С. Д. Шереметьева, который ставил перед собой следующие задачи: «Изыскать меры по обеспечению благосостояния и дальнейшего развития русской иконописи; сохранить в ней плодотворное влияние художественных образов русской старины и византийской древности; содействовать достижению художественного совершенства и установить „деятельные связи“ народной живописи с религиозной живописью в России вообще и в церковной живописи в частности». Для достижения этой цели была разработана обширная программа, задачей которой было не только возрождение народного иконописного дела, но и возрождение истинно народного духа, укрепление благочестия и духа нации. Комитет, прежде всего, поставил три главные задачи: 1) запрещение печатных икон; 2) изготовление иконных подлинников; 3) открытие учебных иконописных мастерских.
В начале XX века индустрия печатных икон приобрела неуправляемый характер. Указом Святейшего Синода от 2 февраля 1902 года запрещалось печатать иконы при церквях и монастырях. Указом Синода от 1 января 1903 года запрещалось производство икон на жести. Была усилена церковная цензура за качеством выпускаемых печатных икон, что не имело значительных положительных результатов. В 1906 году Святейшим Синодом назначена комиссия во главе с архиепископом Кишинёвским и Хотинским Серафимом, которая в течение трёх лет собирала информацию о печатных иконах. В мае 1909 года Комиссия была вынуждена констатировать, что иконы Жако и Бонакера продолжают успешно наполнять рынок, а все попытки влиять на епархиальные власти не увенчались положительным результатом.
.

## Художники, использовавшие технику литографии
- Александр Осипович Орловский (1777 г., Варшава — 1832 г., Петербург)
- Георгий Семенович Верейский (Vereiski Georgi)
- Станислав Выспянский (Stanisław Wyspiański)
- Сальвадор Дали (Salvador Dalí)
- Эжен Делакруа (Eugène Delacroix)
- Одо Добровольский (Odo Dobrowolski)
- Оноре Домье (Honoré Daumier)
- Евгений Адольфович Кибрик
- Джон Маклафлин (John Dwyer McLaughlin)
- Анри Матисс (Henri Matisse)
- Дмитрий Исидорович Митрохин
- Альфонс Мариа Муха (Alfons Maria Mucha)
- Наполеон Орда (Napoleon Orda)
- Пабло Пикассо (Pablo Picasso)
- Джованни Баттиста Пиранези (Giovanni Battista Piranesi)
- Роберт Раушенберг (Robert Rauschenberg)
- Пьер-Огюст Ренуар (Pierre-Auguste Renoir)
- Валентин Александрович Серов
- Жилло Сент-Эвр
- Анри де Тулуз-Лотрек (Henri de Toulouse-Lautrec)
- Марк Шагал (Marc Chagall)
- Мауриц Корнелис Эшер (Maurits Cornelis Escher)
- Мария Моррис Миллер (Maria Morris Miller)

## Галерея
- Зигмунт Фогель. Острожский замок. 1796
- Вильнюс. Острые ворота. Конец XVIII — начало XIX века
- Уолтер Гуд Фитч. Цветок виктории амазонской. Иллюстрация. 1851
- Александр де Риквер. Плакат к Третьей художественной выставке в Барселоне. 1896
- Актинии. Иллюстрация из книги Эрнста Геккеля «Красота форм в природе». 1904